# 竹尾彦九郎
竹尾 彦九郎（たけお ひこくろう、天保10年8月10日〈1939年9月17日〉 - 1907年〈明治40年〉7月20日）は、江戸時代末から明治時代の政治家、篤農家、水利家。愛知県会議員を務め、牟呂用水の開発で知られる。

## 生涯
天保10年（1839年）、三河国八名郡賀茂村（現・愛知県豊橋市）に、竹尾新五左衛門茂幹の三男として生まれる。早くに両親を亡くしたため、叔父・竹尾茂樹に預けられたが、万延元年（1860年）に生家に戻った。明治維新後は戸長や八女郡書記を務めた。1882年（明治15年）愛知県会議員となる。
1884年（明治17年）7月賀茂報徳社を設立。隣接する萩平村の鈴木平五郎とともに牛馬耕の普及に努めた。
1884年（明治17年）旱魃により賀茂村が被害を受けたことをきっかけに賀茂・金沢・八名井3か村の有力者で協議し豊川から用水路を引くことを提案。1887年（明治20年）4月に一鍬田から賀茂二本杉（賀茂神社の前）に至る約8キロメートルの用水路に着工したが、9月の暴風雨で破壊されてしまった。折しも毛利祥久が牟呂湾を埋め立てる新田開発を企図したこともあってこの用水路を牟呂村まで延長する計画となり、濃尾地震による被害もあったが神野金之助の取り組みにより1899年（明治32年）牟呂用水が完成した。
1907年（明治40年）7月20日死去。
1912年（大正元年）10月に賀茂報徳社員により現在の賀茂小学校校庭に「竹尾君紀功碑」が建立された。